# Shenyang Północ
Shenyang Północ (chiń. 沈阳北站; pinyin Shěnyáng Běizhàn) – stacja kolejowa w Shenyang, w prowincji Liaoning, w Chinach. Znajduje się tu 6 peronów.